# 迪沃 (瓦兹省)
迪沃（法語：Dives，法語發音：[div]）是法国瓦兹省的一个市镇，属于贡比涅区。

## 地理
迪沃（49°35'15"N, 2°53'17"E）面积8.29 平方千米，位于法国上法蘭西大區瓦兹省，该省份为法国北部内陆省份，北起索姆省，西接厄尔省和滨海塞纳省，南至塞纳-马恩省和瓦兹河谷省，东临埃纳省。
与迪沃接壤的市镇（或旧市镇、城区）包括：康多尔、屈伊、拉尼、拉西尼、普莱西德鲁瓦、蒂耶斯库尔。

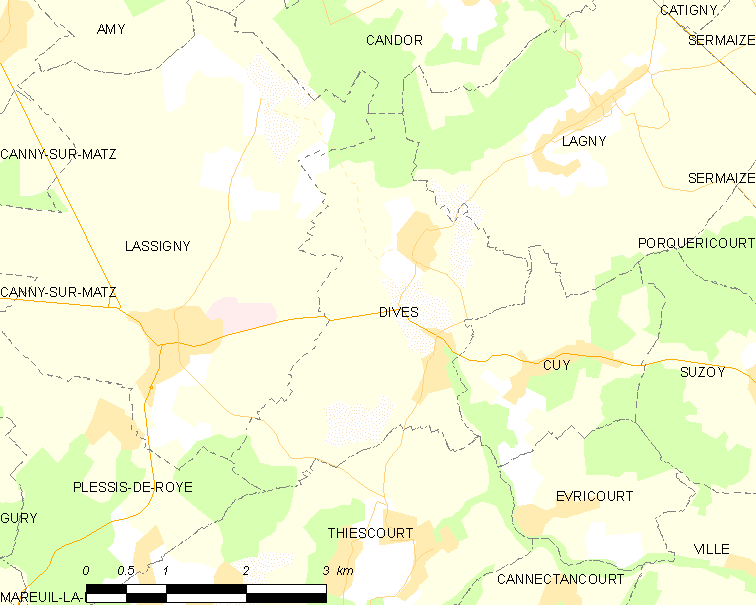
的OSM定位图

迪沃的时区为UTC+01:00、UTC+02:00（夏令时）。

## 行政
迪沃的邮政编码为60310，INSEE市镇编码为60198。

## 政治
迪沃所属的省级选区为图罗特县。

## 人口

1962-2008年间人口变化图示

迪沃于2022年1月1日时的人口数量为376人。